# Saraza
Saraza, antaño conocido como Taniongbobog y también por Tagbolubu, 
es un barrio rural del municipio filipino de primera categoría de Punta de Brook perteneciente a la provincia  de Paragua en Mimaro,  Región IV-B.
En 2007 Saraza contaba con  2.475 residentes.

## Geografía
El municipio de Punta de Brook (Brooke's Point) se encuentra situado 215 kilómetros (134 millas) al sur de Puerto Princesa en la parte continental de la isla de Paragua, concretamente en su costa occidental que da frente al mar de la China Meridional.
Linda al norte con el municipio de Alfonso XIII (Quezón) situado en la costa occidental de la isla; al suroeste con el municipio de Bataraza en la costa oriental; al nordeste con el municipio de Sofronio Española también situado en la costa oriental; y al noroeste con el municipio Punta Baja (Rizal), en la costa oeste.
Este barrio, continetal se sitúa en el sur del municipio en la costa este de la isla, mar de Joló,  a los pies del monte Mantalingajan.
Linda al norte y al este con el monte Mantalingajan límite de los barrios de  Samariñana,   de Inogbong del municipio vecino de Bataraza y de  Ransang en el municipio vecino de Punta Baja (Rizal);
al sur con el barrio de Samariñana;
al este con la costa;
y al nordeste con los barrios de Amás, en el interior y de Oring-Oring en la costa.

### Demografía
El barrio rural de Saraza contaba en mayo de 2010 con una población de 2.802 habitantes.

## Historia
Tagbolubu formaba parte de la provincia española de  Calamianes, una de las 35 del archipiélago Filipino, en la parte llamada de Visayas. Pertenecía a la audiencia territorial  y Capitanía General de Filipinas, y en lo espiritual a la diócesis de Cebú.
En 1858 la provincia fue dividida en dos provincias: Castilla,  Asturias,  en el sur,  con Puerto Princesa como capital y con el territorio de los actuales municipios de Aborlan, Narra, Quezón, Sofronio Española, Punta de Broke, Rizal y Bataraza; y la pequeña isla de Balábac. 
Este barrio pasa a formar parte de la provincia de Asturias, formada por un único municipio, Puerto Princesa.
En 1910 se segrega  Aborlán.
En virtud de la Orden Ejecutiva número 232, suscrita por el entonces presidente Elpidio Quirino el 28 de junio de 1949, fue creado el municipio de Punta de Brooke.
Los términos de los municipios de Bataraza, Sofronio Española y partes de los de Punta Baja (Rizal), creado el 14 de abril de 1983 con el nombre de Marcos, y Alfonso XIII (Quezón), creado en 1951, fueron segregados de su término.
El 1 de enero de  1964, a iniciativa del entonces congresista Gaudencio Abordo se promulga la Ley de la República N.º 3425 escrito por la que se divide en dos el municipio de Punta de Brooke. La parte sur se denomina municipio de Bataraza en honor del fallecido Datu Bataraza Narrazid.
El 12 de abril de 2011 el barrio de Taniongbobog cambia su nombre por el de Saraza.